# 豪佐伊·卡尔曼
豪佐伊·卡尔曼（匈牙利語：Hazai Kálmán，1913年7月17日—1996年12月21日），匈牙利男子水球运动员。他曾代表匈牙利国家队参加1936年夏季奥林匹克运动会水球比赛，获得一枚金牌。